# Ønslev Sogn
Ønslev Sogn er et sogn i Falster Provsti (Lolland-Falsters Stift).
I 1800-tallet var Eskilstrup Sogn anneks til Ønslev Sogn. Begge sogne hørte til Falsters Nørre Herred i Maribo Amt. Ønslev-Eskilstrup sognekommune blev ved kommunalreformen i 1970 indlemmet i Nørre Alslev Kommune, der ved strukturreformen i 2007 indgik i Guldborgsund Kommune.
I Ønslev Sogn ligger Ønslev Kirke.
I sognet findes følgende autoriserede stednavne:
- Boderupgård (ejerlav, landbrugsejendom)
- Byskov (bebyggelse, ejerlav)
- Froense Huse (bebyggelse)
- Klodskov (areal, bebyggelse, ejerlav)
- Klodskov Nakke (areal)
- Klodskovgård (landbrugsejendom)
- Ny Kirstineberg (ejerlav, landbrugsejendom)
- Pandebjerg (landbrugsejendom)
- Strandhuse (bebyggelse)
- Torebro Huse (bebyggelse)
- Ønslev (bebyggelse, ejerlav)